# Prorachthes conspersipennis
Prorachthes conspersipennis är en tvåvingeart som först beskrevs av Hesse 1938.  Prorachthes conspersipennis ingår i släktet Prorachthes och familjen svävflugor. Inga underarter finns listade i Catalogue of Life.